# Бойцов, Матвей Васильевич
Бойцо́в Матве́й Васи́льевич (1890, Звенигород, Московская губерния — 1958, Москва) — русский офицер, советский военный и государственный деятель, лётчик, комбриг.

## Биография

### Ранние годы
Матвей Бойцов родился в 1890 году в городе Звенигороде Московской губернии. К 18-ти годам он окончил первое в России фабрично-ремесленное училище Прохоровской Трехгорной мануфактуры в Москве (1908) и до 1914 года работал на этой фабрике. 
С началом войны был призван в армию в октябре 1914 года, попал на Юго-Западный фронт. Проявил себя в боях и в конце 1914 года был направлен в школу прапорщиков в город Житомир. По окончании школы в декабре 1915 года служил сначала командиром роты, а затем начальником учебной команды в одной из частей ополчения.

### После 1917 года
После революции был избран командиром 50-го сапёрного батальона, а в 1918 году добровольно вступил в Красную Армию на должность командира сапёрного батальона. В этом же году Бойцов был направлен на учёбу в Военную академию РККА. 
Воевал на фронтах гражданской войны. Командовал рядом частей РККА в боях с войсками Колчака, Юденича и Деникина. Участвовал в организации и руководил партизанским отрядом в городе Гомеле. Окончил академию в 1921 году в составе её первого выпуска. 
В период 1923—1924 годов по указанию Ф. Э. Дзержинского работал в составе русско-польско-украинской комиссии по установлению государственной границы с Советской Россией. 
В 1924–1930 годах — заместитель начальника Военно-воздушной академии имени Н. Е. Жуковского, сам выпускник этой академии (1928). 
С января по сентябрь 1931 года Бойцов возглавлял недавно созданный тогда Московский авиационный институт. За короткий период руководства институтом он сделал существенный вклад в определение перспектив развития МАИ. Был определён и утверждён земельный участок на развилке Ленинградского и Волоколамского шоссе под строительство зданий МАИ, этим работам был придан статус «ударной стройки». В составе института созданы три бюро по проектированию учебно-лабораторных зданий. С 10 мая 1931 года институт перешёл на факультетскую систему организации учебного процесса.
В период с 1932 по 1934 годы руководил формированием одного из первых в СССР воздушно-десантных подразделений. В начале 1932 года Революционный военный совет СССР принял решение о создании в городе Детское Село подразделения, получившего наименование Отдельный отряд № 3 (или 3-й отряд особого назначения). Командиром отряда был назначен Бойцов, а к 1933 году было принято решение о формировании на основе этого отряда 3-й авиационной десантной бригады особого назначения под командованием Бойцова. В этот период он также исполнял должность помощника начальника Военно-воздушных Сил Ленинградского военного округа. 
В 1934—1935 годах Бойцов служил в Управлении противовоздушной обороны ВВC РККА. C 1935 года — назначен начальником авиационного отдела Главного управления пограничной и внутренней охраны (ГУПВО) НКВД СССР. В ГУПВО ему было поручено формирование авиации пограничных войск. После назначения на эту должность Бойцов облетел все пограничные авиаотряды и участки границы, он добился улучшения материально-технического обеспечения пограничной авиации, руководил выбором типов авиационной техники, комплектованием штатов, выбором аэродромов базирования. Он также организовал дополнительное обучение лётчиков, направляемых в пограничную авиацию, для учёта особенностей данной службы. В 1935 году ему присвоено звание комбрига.

### Репрессии
В 1937 году Бойцов был уволен в запас и арестован по ложному обвинению «в участии в немецко-фашистском заговоре и ведении подрывной работы в погранвойсках». 4 мая 1939 года он был осуждён Военной коллегией Верховного суда СССР к 20-ти годам лишения свободы и лишён воинского звания. 
В 1955 году Бойцов был полностью реабилитирован. Приказом МВД СССР № 209 от 05.03.1956 изменено основание его увольнения в запас перед арестом и он объявлен «уволенным в отставку с 31.10.1955 в звании «полковник» по должности начальника авиационного отдела Главного управления пограничных войск МВД СССР».

### Смерть
Матвей Васильевич Бойцов последние годы жил в Москве, он умер в 1958 году.

## Награды и звания
- Орден Красного Знамени (дважды)[5]
- Орден Красной Звезды (дважды)[5]
- Комбриг (1935)[12]